# Любаш (гміна)
Гміна Любаш (пол. Gmina Lubasz) — сільська гміна у північно-західній Польщі. Належить до Чарнковсько-Тшцянецького повіту Великопольського воєводства.
Станом на 31 грудня 2011 у гміні проживало 7389 осіб.

## Територія
Згідно з даними за 2007 рік площа гміни становила 167.58 км², у тому числі:
- орні землі: 47.00%
- ліси: 46.00%

Таким чином, площа гміни становить 9.27% площі повіту.

## Населення
Станом на 31 грудня 2011:
| Опис     | Загалом | Загалом | Чоловіки | Чоловіки | Жінки | Жінки |
| -------- | ------- | ------- | -------- | -------- | ----- | ----- |
| одиниця  | осіб    | %       | осіб     | %        | осіб  | %     |
| все      | 7389    | 100     | 3721     | 50.36    | 3668  | 49.64 |
| міське   | 0       | 100     | 0        |          | 0     |       |
| сільське | 7389    | 100     | 3721     | 50.36    | 3668  | 49.64 |

## Сусідні гміни
Гміна Любаш межує з такими гмінами: Велень, Вронкі, Обжицько, Полаєво, Чарнкув, Чарнкув.